# Wohnhaus Marktstraße 12
Das Wohnhaus Marktstraße 12 in der niedersächsischen Samtgemeinde Land Hadeln, Gemeinde Otterndorf im Landkreis Cuxhaven, stammt aus dem 18. Jahrhundert. Aktuell (2024) wird es als Wohnhaus und als Laden (Puppenstube) genutzt.
Das Gebäude steht unter Denkmalschutz (siehe auch Liste der Baudenkmale in Otterndorf).

## Geschichte und Beschreibung
Otterndorf war der Hauptort des Landes Hadeln. 1400 erhielt er von Herzog Erich von Sachsen-Lauenburg das Stadtrecht. Das nach der Wurtsiedlung zweite historische Zentrum – die Marktsiedlung – entstand im dritten Viertel des 16. Jahrhunderts. Zur Stadterweiterung nach Osten diente früh die Markstraße mit relativ gleichmäßig großen Parzellen. Der ehemalige Marktplatz wird heute von der Reichen- und der Marktstraße durchschnitten. Die  Platzkreuzung besteht aus Rathaus im Nordwesten, Marktstraße 1 im Nordosten, Kranichhaus und Marktstraße 2 im Süden sowie Reichenstraße 2 im Westen, mit Häusern zumeist aus dem 16. und 17. Jahrhundert. Ab 1582 wurde hier Markt gehalten. Zur denkmalgeschützten Häusergruppe gehören Rathaus (1583), Kranichhaus (1696/1735/1764), Kaufhaus (1754) und neun weitere, zumeist giebelständige Wohnhäuser (17. bis 19. Jh.).
Das eingeschossige giebelständige symmetrische Gebäude in Fachwerk mit verschlämmten Steinausfachungen als Wandständerbau mit ziegelgedecktem Satteldach wurde um 1780 gebaut. Straßenseitig der mittige Eingang und davor eine Freitreppe, eingefasst durch Beschlagwangen in Volutenform. Die vorkragenden oberen Giebeldreiecke wurden regionaltypisch senkrecht verbrettert. Einige Wände wurden teilweise massiv in Backstein erneuert.
Seit 2000 ist hier eine Ausstellung/Laden als Puppenstube. Die Entstehung geht auf die Sammelleidenschaft einer Otterndorferin zurück und wird durch einen Verein betreut. Über 1000 Puppen, Plüschtiere, Puppenwagen und -wiegen, Kaufmannsläden, Puppenhäuser und viele weitere Exponate werden präsentiert.
Das Landesdenkmalamt befand u. a.: „… Die Erhaltung der ehemaligen Marktsiedlung liegt aus geschichtlichen und städtebaulichen Gründen wegen des orts- und siedlungsgeschichtlichen sowie straßen-, platz- und ortsbildprägenden Zeugniswerts im öffentlichen Interesse.“